# Campus Erasmus
De Campus Erasmus (Frans: Campus Érasme) is een van de campussen van de universiteit Université libre de Bruxelles (ULB) in de Belgische gemeente Anderlecht in het Brussels Hoofdstedelijk Gewest. De campus ligt in het uiterste zuidwesten van de gemeente Anderlecht, in de wijk Mijlemeers.
Het terrein wordt in het noorden begrensd door de Lennikse Baan (N282) en in het zuiden door de Mijlenmeersstaat met ernaast de Vogelzangbeek. De beek vormt hier de gemeentegrens en de grens met het Vlaams Gewest.
Ten noorden van de campus ligt het metrostation Erasmus.
De campus is vernoemd naar Desiderius Erasmus die enige tijd in Anderlecht gewoond heeft.

## Geschiedenis
In 1970 werd de ULB uitgebreid met een nieuwe campus waarbij er tevens een nieuw ziekenhuis werd gebouwd.

## Campus
De campus huisvest de faculteit geneeskunde (waaronder de studies geneeskunde, diergeneeskunde, biomedische wetenschappen en tandheelkundige wetenschappen), de faculteit van motorische wetenschappen (fysiotherapie, motorische wetenschappen), de school voor volksgezondheid en de Ilya Prigogineschool (verpleegkunde, verloskunde, ergotherapie, podotherapie).
Op de campus bevindt zich ook het Erasmusziekenhuis.